# Jeberos
Els jeberos són una ètnia originària d'Amèrica del Sud que habiten una zona reduïda de l'amazònia peruana corresponent als rius Aipena i Rumiyacu. Ells mateixos s'autodenominen shiwilu i parlen el jebero, una de les llengües cahuapanes. Segons el cens del 2017 sumaven 2.753 individus.

## Història
Durant el segle XVII els jéberos o shiwilus es trobaven dispersos entre els rius Marañón, Shillay, Paranapura i Huallaga. Cap a 1638 es van posar sota protecció dels jesuïtas, fundant una reducció denominada Neta Concepción de Xéberos.
Cap a 1643 els jéberos van fugir de la reducció i després d'un any, un grup va tornar a ser portat a Concepción. Posterior a això es van fundar tres annexos de la missió, fins a 1656, any en què es va deslligar una epidèmia que va reduir notablement la població. Després en 1690, són reagrupats en la missió anomenada Concepció de Maria.
A partir de l'època republicana aquesta ètnia ha perdut progressivament el seu idioma, no obstant això a partir dels anys 1970 han evidenciat una fase de reconstrucció de la seva identitat, constituint la federació indígena jébera.